# Rutenština
Rutenština nebo ruténština (latinsky lingua ruthenica, anglicky Ruthenian language), nazývaná též staroběloruština (v Bělorusku), staroukrajinština (na Ukrajině) nebo západoruština (v Rusku), byl historický východoslovanský jazyk, který byl úředním jazykem v Litevském velkoknížectví před rokem 1569 a poté ve východní (litevské) části Polsko-litevské unie. Jazyk byl v minulosti někdy nazýván rusínština, což je nověji termín používaný k označení moderního karpatského jazyka rusínštiny. Podobně byl opuštěn termín maloruština, protože vycházel z konceptu nadřazenosti ruštiny.
Rutenština se vyvinula z církevní slovanštiny s uplatněním vlivu západních dialektů staré východní slovanštiny, kterými se mluvilo na území těch knížectví Rusi, která ovládlo Litevské velkoknížectví (Volyň, Halič, Polock, Kyiv). Její vztah ke staré východní slovanštině i k moderním slovanským jazykům je však stále předmětem lingvistického výzkumu, stejně jako korektní  použití různých endonymických (nativních, domácích) a exonymických (cizích) názvů jazyků a jazykových forem.
Rutenština se používala jako alternativa k církevní slovanštině, která byla jazykem vzdělanců podobně jako latina v katolických zemích. Rutenština naproti tomu byla především jazykem šlechty. Hovorová mluva se od obou oficiálních jazyků lišila.
V hovorové formě přitom nešlo o jednotný jazyk, ale spíše o skupinu blízce příbuzných východoslovanských jazyků nebo dialektů. Regionální rozšíření literární i hovorové formy odpovídalo přibližně územím moderních států Běloruska a Ukrajiny. Koncem 18. století se postupně vyvinuly do tří regionálních variant, ze kterých následně vznikly moderní běloruština, rusínština a ukrajinština.

## Terminologie
Přestože termín rutenština (v angličtině: Ruthenian language – rutenský jazyk) byl exonymem (cizí, původem i povahou), jeho použití bylo velmi komplexní, a to jak v historické, tak v moderní odborné terminologii.

### Soudobé názvy
Soudobé názvy, které se pro tento jazyk používaly od 15. do 18. století, lze rozdělit do dvou základních lingvistických kategorií, první jsou endonyma (jména používaná rodilými mluvčími jako sebeoznačení svého jazyka) a druhou exonyma. (jména v cizích jazycích).
Obvyklá endonyma:
- Ruska(ja) mova, psáno různými způsoby, například: ру́скаꙗ мо́ва, ale též: ру́скїй ѧзы́къ (ruskij jazyk), руски езыкъ (ruski jezyk), která vycházejí z  endonyma Rus, respektive ruski(j) (ve významu z Rusi).
- Prosta(ja) mova (ve významu: jednoduchá řeč, nebo jednoduchý jazyk), rovněž psáno řadou způsobů, například: прост(ѧ) мова nebo простй ѧзыкъ. Toto označení pro obecnou lidovou řeč zdůrazňovalo její protikladnost k literární církevní slovanštině.[10][11][12]

Obvyklá exonyma:
- V latině: lingua ruthenica nebo lingua ruthena (následně do angličtiny převedeno jako Ruthenian nebo Ruthene language).[9]
- V němčině: ruthenische Sprache, odvozené z latinského exonyma.[13]
- V maďarštině: Rutén nyelv, rovněž odvozeno z latinského exonyma.
- V tehdejším carském Rusku byl někdy označován jako Литовский язык (v teritoriálním smyslu).
- V češtině od 16. do 18. století: ruský jazyk, zatímco jazyk Moskevského velkoknížectví a carského Ruska byl nazýván „moskevský“.[14]

### Odborná terminologie a moderní označení

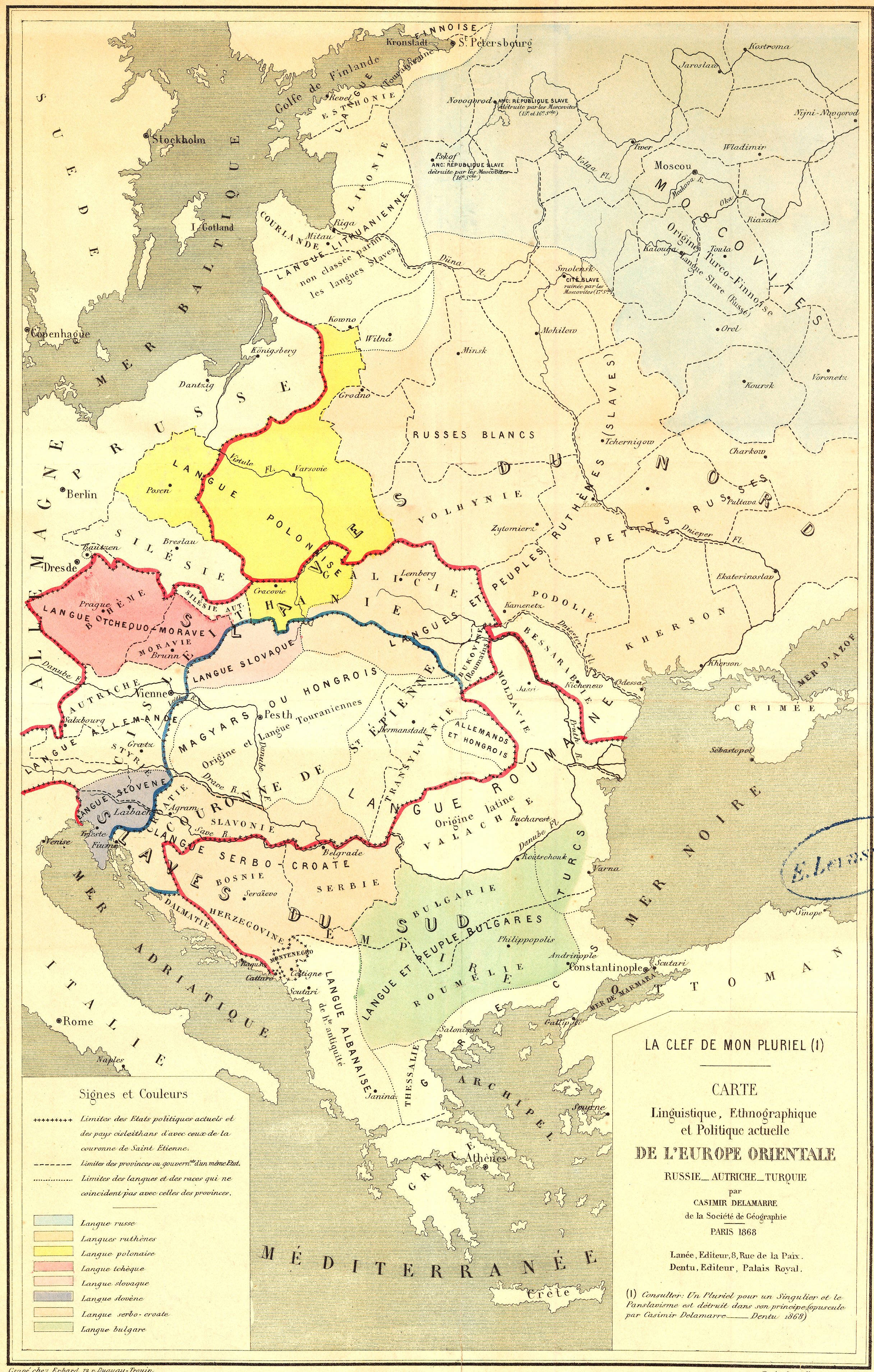
Lingvistická a politická mapa z konce 19. století. Rutenština vyznačena oranžově (od středu mapy nahoru a vpravo)

Názvy tohoto jazyka a jejich varianty, které používají autoři odborných textů (především lingvisté), lze rovněž rozdělit do dvou základních kategorií, z nichž první zahrnuje ty, které jsou odvozeny od endonymů (vlastních, vnitřní pojmenování), a druhá zahrnuje ty, které jsou odvozeny. od exonymů (cizí, vnější pojmenování).
Názvy odvozené z endonymů:
- Termíny s jedním s: v angličtině a dalších jazycích, které Rusko a moderní ruštinu označují termínem obsahujícím dvě s (anglicky: Russia, russian language), je používáno označení s jedním s: Rus’ian, Rusian, Rusky nebo Ruski, aby se odlišil zaniklý jazyk Rusi (anglicky: Rus) od moderního jazyka Ruska (anglicky Russia) a jeho starších variant.[12]
- Staroběloruština (bělorusky: старабеларуская мова) – termín používaný řadou běloruských a některými ruskými odborníky a také Kryžaničem.[15]
- Staroukrajinština/staroukrajinský jazyk (ukrajinsky: староукраїнська мова) – termín používaný řadou ukrajinských a některými dalšími autory.
- Běloruský jazyk (rusky белорусский (язык)) – termín, jímž se označoval jak moderní jazyk od 19. století, tak i jeho předchůdci, byl používán v dílech ruských badatelů 19. století Fjodora Buslajeva, Ogonovského, Žitetského, Sobolevského , Nedeševa, Vladimirova a běloruskými vědci, jako je Karskij.[15]
- Úřední slovanština (anglicky: Chancery Slavonic, Chancery Slavic),  – termín používaný pro psanou formu úředního jazyka Litevského velkoknížectví, který vycházel ze staroslověnštiny, ale byl ovlivněný různými místními dialekty.[11][16][17][18]

Názvy odvozené z exonymů:
- Rutenština (anglicky: Ruthenian/Ruthene language, někdy překládáno jako rusínština) – moderní odborné termíny, odvozené ze starších latinských exonym (latinsky: lingua ruthenica, lingua ruthena), běžně používané odborníky píšícími v angličtině a dalších západních jazycích a také českými, litevskými a polskými odborníky.[1][11][12][19]
- Rutenský literární jazyk nebo literární rutenština (anglicky: Ruthenian literary language nebo Literary Ruthenian language) – termíny používané stejnými odborníky za účelem přesnějšího vymezení literární podoby jazyka.[7]
- Rutenský úřední jazyk nebo úřední rutenština, případně diplomatická rutenština (anglicky:Ruthenian chancery language nebo Chancery Ruthenian language) – termíny používané stejnými odborníky, aby přesněji vymezili úřední variantu jazyka, používanou v oficiálních a právních dokumentech Litevského velkoknížectví.[20]
- Prostá/lidová/obecná rutenština (anglicky: Ruthenian common language nebo Common Ruthenian language) – termíny používané stejnými odborníky za účelem přesnějšího vymezení lidové/hovorové varianty jazyka.[21] V odborných textech se používá i přívlastek vernakulární.[4]
- Severorutenský dialekt/jazyk (anglicky: North Ruthenian dialect/language) – termín používaný některými odborníky jako označení pro severské dialekty, které daly vzniknout moderní běloruštině, ve stejném významu je používáno i označení bělorutenština (bílá rutenština, anglicky: White Ruthenian).[22]
- Jihorutenský dialekt/jazyk, případně červená rutenština (anglicky: South Ruthenian dialect/language, Red Ruthenian) – termín používaný některými odborníky jako označení pro jižní dialekty, které daly vzniknout modernímu ukrajinskému jazyku.[23][24]

Termíny používané téměř výhradně ruskými autory:
- Litevsko-ruský jazyk (rusky: литовско-русский язык) – regionálně orientované označení, které používali někteří ruští badatelé 19. století jako: Keppen, arcibiskup Filaret, Sacharov, Karatajev.
- Litevsko-slovanský jazyk (rusky: литово-славянский язык) – další regionálně orientované označení, které používal ruský badatel 19. století Baranovskij.[25]
- Západoruský jazyk nebo dialekt (rusky: западнорусский язык, западнорусское наречие) – termíny používané především zastánci koncepce protoruské fáze zejména od konce 19. století. Používané autory jako Karskij a Šachmatov.[26][12]

Paralelní používání různých endonym a exonym ve starší odborné literatuře, vedlo k široké škále nejednoznačných, překrývajících se nebo dokonce protichůdných významů, které jednotliví učenci aplikovali na konkrétní termíny. Tuto složitou situaci řeší většina anglických a dalších západních odborníků upřednostňováním exonymického označení rutenský/rutenština (anglicky: Ruthenian).

## Periodizace
Daniel Bunčić navrhl periodizaci literární podoby jazyka na:
- Raná rutenština, začínající oddělením úředních jazyků Litevského a Moskevského velkoknížectví (15. století) do počátku 16. století
- Vrcholná rutenština, od Francyska Skaryny (působil v letech 1517–25), po Ivana Uževiče (Hramatyka slovenskaja, 1643, 1645)
- Pozdní rutenština, od roku 1648 (od Chmelnického povstání a vytvoření Kozáckého hetmanátu) do vzniku samostatných spisovných jazyků ukrajinského a běloruského na konci 18. století.

## Vývojové vlivy
Jak se postupně východní Evropa osvobodila ve 14. století zpod tatarské okupace, nárokovala si čtyři knížata titul velkovévody nad územím. Dva z nich si začali připojovat další východoslovanská území, jeden sídlil v Moskvě, druhý ve Vilniusu. Tyto aktivity měly za následek vznik dvou hlavních států – Moskevského velkoknížectví (z něho se později vyvinulo Rusko) a Litevského velkoknížectví (pokrývalo přibližně území dnešního Běloruska, Ukrajiny a Litvy, později se spojilo s Polskem za vzniku Polsko-litevské unie). V obou státech se navázalo na používání literárního jazyka Kyjevské Rusi, ale (za podpory resp. inspirace polštinou na západě a církevněslovanského vlivu na východě) se vyvinuly dva odlišné jazyky: staroběloruština v Litvě (nadále úřední, nikoliv litevština) a ruština v Moskevské Rusi.

### Pokračování polského vlivu
Od vzniku Lublinské unie v roce 1569 se jižní území Litevského velkoknížectví (dnešní Ukrajina) dostala pod přímou správu polské koruny, zatímco sever (dnešní Bělorusko a Litva) si udržel samosprávu. Mělo to za následek rozdíly týkající se statusu rutenštiny jako úředního jazyka a velikosti polského vlivu na tento jazyk. Ačkoliv se v obou částech unie obývaných východními Slovany rutenština dostala na úroveň lingua francy, byla stále častěji nahrazována polštinou jako jazykem literatury, náboženství a úředních dokumentů. Status státního jazyka si však zachovala až do roku 1699.

### Nové národní jazyky
Se začátkem romantismu v 19. století vystoupily do popředí běloruština a ukrajinština, které se vyvinuly z nářečí staré běloruštiny resp. staré ukrajinštiny. Mezitím si ruština udržela část vyššího církevněslovanského slovníku, takže v současnosti jsou nejvýraznější lexikální rozdíly mezi ruštinou na jedné straně a běloruštinou a ukrajinštinou na druhé straně – ve větším počtu církevněslovanských prvků v ruštině a polonismů v ukrajinštině a běloruštině.
Přerušení literární tradice bylo obzvláště drastické u běloruštiny: v Polsko-litevské unii polština rozsáhle nahrazovala starou běloruštinu v administrativě a literatuře. K tomu během třináctileté války s Moskvou (1654–1667) bylo přibližně 50% Bělorusů vyvražděno. Města a školství byly zničeny. Od té doby běloruština přežívala pouze jako venkovský hovorový jazyk bez písemné literární tradice až do poloviny 19. století.
Na rozdíl od Bělorusů a ostatních Ukrajinců, západní Ukrajinci, kteří žili v Rakousko-Uhersku, si udržovali nejen jméno Ukrajinci a Rusíni, ale měli (podobně s ruštinou) mnohem více církevněslovanských prvků v jazyce.
Od roku 1800 se ze staroběloruského resp. staroukrajinského jazyka vyvinuly tři současné jazyky: běloruština, ukrajinština a rusínština.